# Râul Cornetul
Râul Cornetul este unul din cele două brațe care formează Pârâul Beldii. 